# 猫は抱くもの
『猫は抱くもの』（ねこはだくもの）は、大山淳子による日本の連作短編小説集。キノブックスより2015年4月18日に単行本が刊行され、後に同社より文庫化。さらに2024年2月15日に講談社より文庫版が刊行された。
犬童一心監督、沢尻エリカ主演より2018年に映画化された。

## 概要
ロシアンブルーの良男と沙織、三毛猫キイロと絵描きのゴッホ、子猫と少女など、個性豊かな猫と人間が織りなす絆を描く。作者の大山淳子が住む東京都東久留米市が物語の舞台のモデルとなっており、「青目川」も黒目川にちなんでつけられた。

## 収録作品
- 良男と沙織
- キイロとゴッホ
- 哲学者
- それぞれのクリスマス
- ルノワール

## あらすじ
東京郊外を流れる美しい青目川に架けられた「ねこすて橋」。そこでは、夜になるとさまざまな境遇を持った猫たちが集会を開いている。あるとき、美しいロシアンブルーの良男が足を滑らせ流されてくる。良男は自分の事を人間で沙織の恋人だと思い込んでいて、沙織のもとに帰ろうとするが…。

## 登場人物
- 良男
- 大石沙織
- キイロ
- ゴッホ
- 哲学者
- 池永良男
- 山下帆乃
- 片岡
- 奈良崎
- 仙吉
- セン
- ルノワール

## 書籍情報
- 猫は抱くもの（キノブックス ISBN 978-4908059124 2015年4月18日）
- 猫は抱くもの（キノブックス〈文庫〉 ISBN 978-4-908059-98-8 2018年5月18日）
- 猫は抱くもの（講談社〈文庫〉 ISBN 978-4-06-534791-1 2024年2月15日）

## 映画
2018年6月23日公開。犬童一心監督。主演は沢尻エリカで、『ヘルタースケルター』以来6年ぶりの映画主演となる。原作の「良男と沙織」「キイロとゴッホ」をベースとしながら、設定を大幅に改変したオリジナルストーリーとなっている。猫たちは擬人化して演じられ、水曜日のカンパネラが初めて劇伴を手がける。キャッチコピーは「自分を人間だと思い込む猫が、彼女に恋をした…」。
第21回上海国際映画祭の長編劇映画コンペティション部門に選出された。

### あらすじ
沙織は元アイドル。現在はその経歴を隠して誰も知らない町に逃げてスーパーのレジ係として働いていたが、心を開くのは、スーパーの倉庫でこっそり飼っているロシアンブルーの猫の良男だけ。良男は沙織の話を聞くうちに良男はいつしか人間で沙織を守れるたった1人の恋人だと思い込んでしまう。
ある日、良男はあることで傷心の沙織のそばに行きたいと外に出てしまい行方不明になってしまう。沙織は良男を探すが東京のテレビ局から沙織が所属していたアイドルグループを再結成させたいと連絡が入る。

### キャスト
- 大石沙織 - 沢尻エリカ
- 良男 - 吉沢亮
- 後藤保（ゴッホ） - 峯田和伸
- キイロ - コムアイ（水曜日のカンパネラ）
- 老猫／中畑店長 - 岩松了
- サビ／スナック客 - 藤村忠寿
- サバトラ／サニーズのファン／カラオケ店員 - 内田健司
- 黒猫／高橋の友人 - 久場雄太
- 茶ブチ／スーパー店員／スナックのママ - 今井久美子
- キジトラ／バラエティ番組MC - 小林涼子
- 黒白ブチ／トッキー（サニーズ） - 林田岬優
- ヒョウ柄／スーパー店員 - 木下愛華
- 縞三毛／中山帆乃 - 蒔田彩珠
- ナッツン（サニーズ） - 伊藤ゆみ
- ミルミル（サニーズ） - 佐藤乃莉
- リンリン（サニーズ） - 末永百合恵
- 高橋良男／ササキ - 柿澤勇人

### スタッフ
- 監督 - 犬童一心
- 原作 - 大山淳子『猫は抱くもの』（キノブックス刊）
- 脚本 - 高田亮
- 音楽 - 水曜日のカンパネラ
- 劇中歌　- 『Don't wanna cry』、『CAN YOU CELEBRATE?』、『こどく』
- エンディングソング　- サニーズ『ロマンス交差点』
- 製作総指揮 - 木下直哉
- プロデューサー - 菅野和佳奈・江川智
- ラインプロデューサー - 佐藤幹也
- 撮影 - 清久素延
- 照明 - 疋田ヨシタケ
- 録音 - 志満順一
- 編集 - 上野聡一
- 美術・装飾 - 山田好男
- 舞台美術 - 伊藤雅子
- アニマルトレーナー - 坂本峰照
- アニメーション - ひらのりょう
- キャラクターデザイン - 加藤伸吉
- 制作プロダクション - ADKアーツ
- 企画製作・配給 - キノフィルムズ、木下グループ

### エピソード
- 良男役の猫をかわいがっていた沢尻エリカは、撮影終了後にその猫を引き取った。新たな名前は、フランス語で灰色を意味する単語“グリ”から取って“グリグリ”。[7]
- 沢尻エリカが劇中で安室奈美恵の曲を歌う為に「普段やらないので、大変でした。すごい練習した」と語った。[8]